# 馬太居後說
馬太居後假說（英語：Matthean Posteriority hypothesis），又譯馬太晚出假說，也被稱威爾基假說（Wilke hypothesis），是聖經研究中，用來解釋對觀福音書的假說。屬於馬可居先說，這個假說認為路加福音使用更早的馬可福音作為來源，這兩個福音書又被更晚出現的馬太福音引用。
這個假說於1838年由德國學者Christian Gottlob Wilke提出。

## 學說歷史
德國學者Gottlob Christian Storr於1786年提出馬可居先說，認為馬可福音是四福音書中最早出現的。他曾經提出問題，如果路加福音與馬可福音都使用更早的馬可福音當來源，應該如何解釋馬太福音與路加福音如此相似，但是他並沒有繼續往下研究。
1838年，學者Christian Gottlob Wilke接受了馬可居先說，並進一步發展，認為馬太福音是這三部福音書中最晚出現的。在與他同時代的克里斯丁·赫爾曼·魏塞提出雙源假說，成為更流行的說法，馬太居後說在19世紀及20世紀初成為比較少為人知的假說。
在1990年代之後，支持這個假說的學者開始增加 。
與法瑞爾假說比較，這兩個假說都不支持Q來源的假設。但是對於馬太福音與路加福音出現的先後順序看法不同。